# Pliușkin

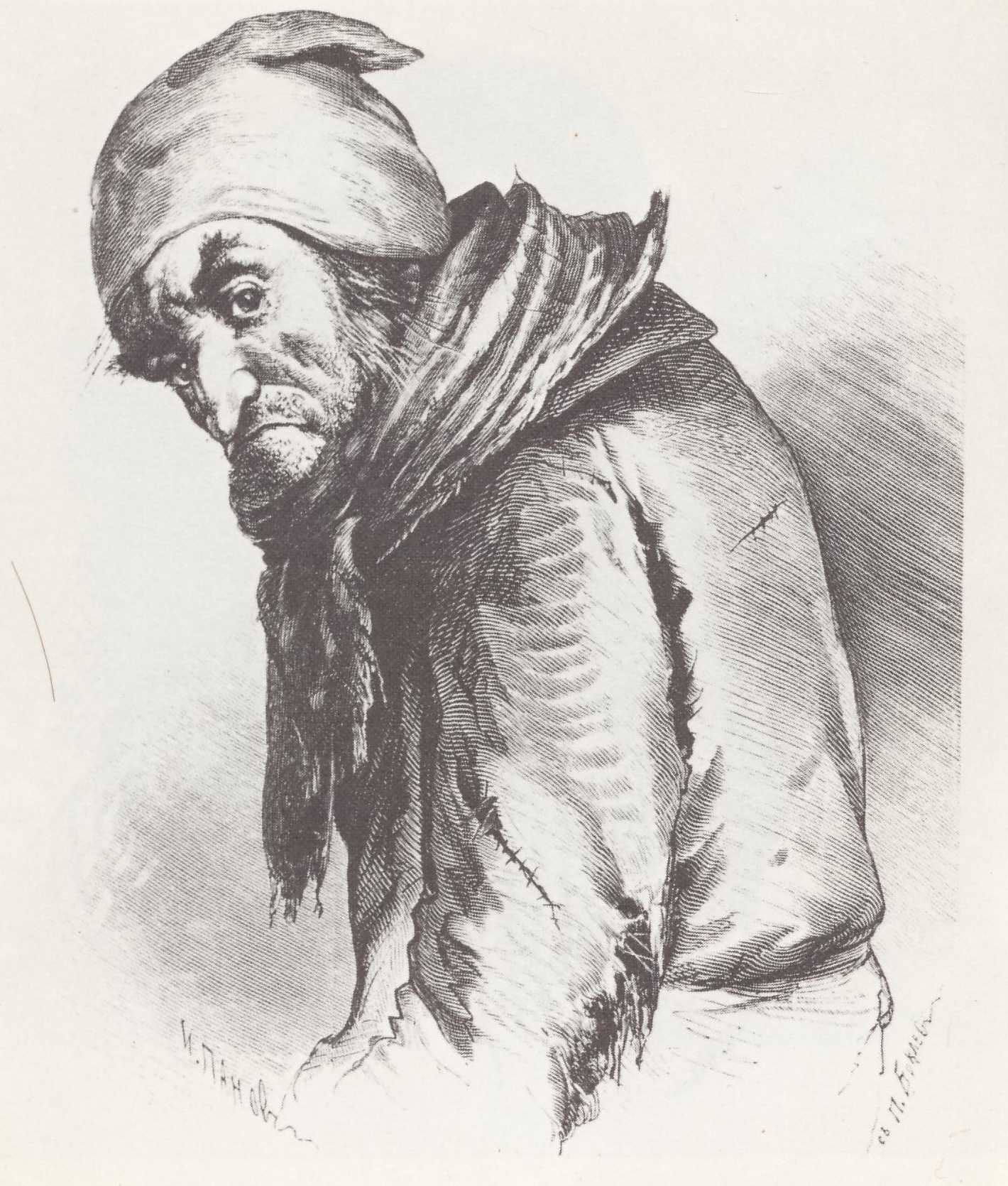
Pliușkin, desen de Piotr Boklevski (1895).

Stepan Pliușkin (în rusă Степан Плюшкин) este un personaj fictiv din romanul Suflete moarte al lui Nikolai Gogol. Este un moșier care strânge și păstrează în mod obsesiv tot ce găsește, până în punctul în care, atunci când vrea să sărbătorească o înțelegere cu protagonistul Cicikov, îi ordonă unuia dintre iobagii săi să găsească o prăjitură adusă de un vizitator cu câțiva ani în urmă, să răzuie mucegaiul și să le-o aducă. În același timp, moșia lui este incredibil de ineficientă; grâul tăiat putrezește pe pământ și orice venit potențial se pierde.
Numele său provine din cuvântul rusesc pentru „ruloul cu scorțișoară” (плюшка) sau de la „pluș” (плюш).

## Context
Pliușkin a avut două fiice și un fiu, dar la moartea soției sale a devenit un avar suspicios. Fiica mai mică a murit, iar ceilalți doi frați au plecat de acasă. Când fiica sa, Aleksandra Stepanovna, l-a vizitat de mai multe ori cu daruri și nepoți, dar nu a primit bani în schimb, ea a încetat să-l mai viziteze. Când Cicikov îl întâlnește pe Pliușkin, îl confundă cu majordomul din cauza imbracăminții sale ignobile.

## Sindromul Pliușkin
Astăzi, în Rusia, numele „Pliușkin” este aplicat semiumoristic persoanelor care adună și păstrează diverse lucruri inutile, un comportament cunoscut sub numele de tezaurizare compulsivă. Uneori, termenii „simptom Pliușkin” sau „sindrom Pliușkin” sunt folosiți pentru a descrie astfel de oameni.
În română, cuvântul tezaurizator este folosit pentru astfel de oameni.